# Casimiro de Abreu
Casimiro de Abreu is een gemeente in de Braziliaanse deelstaat Rio de Janeiro. De gemeente telt 30.572 inwoners (schatting 2009).

## Aangrenzende gemeenten
De gemeente grenst aan Cabo Frio, Macaé, Nova Friburgo, Rio Bonito, Rio das Ostras en Silva Jardim.

## Verkeer en vervoer
De plaats ligt aan de noord-zuidlopende weg BR-101 tussen Touros en São José do Norte. Daarnaast ligt ze aan de weg RJ-142.